# Ásatrú Folk Assembly
Ásatrú Folk Assembly (ang. Ludowe Zgromadzenie Ásatrú) – międzynarodowa, neovolkistowska organizacja asatryjska z siedzibą w Stanach Zjednoczonych, założona w 1994 roku przez Stephena McNallena. Posiada oddziały na całym świecie. Jest oskarżana o popieranie białej supremacji, lecz zaprzecza tym oskarżeniom.
AFA została zarejestrowana jako związek wyznaniowy non-profit typu U.S. 501(c)3 z siedzibą w Grass Valley w stanie Kalifornia.